# Jan Polski
Jan Polski (ur. 23 września 1920 w Nowej Wsi – ob. część Olszanki, zm. 6 grudnia 1984) – polski nauczyciel i polityk komunistyczny, poseł na Sejm PRL II, III, IV i V kadencji.

## Życiorys
W latach 1942–1944 walczył w Batalionach Chłopskich. W 1948 został nauczycielem, potem był inspektorem szkolnym. Odbył również studia w Wyższej Szkole Pedagogicznej w Krakowie. W 1951 wstąpił do Polskiej Zjednoczonej Partii Robotniczej. W 1953 powołano go do pracy w Wydziale Oświaty Powiatowej Rady Narodowej w Krasnymstawie, rok później objął kierownictwo tegoż wydziału. W 1956 zasiadł w egzekutywie tamtejszego Komitetu Powiatowego PZPR. W 1957, 1961, 1965 i 1969 uzyskiwał mandat posła na Sejm PRL w okręgu Chełm. W trakcie II kadencji zasiadał w Komisji Oświaty i Nauki oraz w Komisji Spraw Wewnętrznych. Ponadto zasiadał w Komisji Wymiaru Sprawiedliwości (kadencje II–V) oraz w Komisji Mandatowo-Regulaminowa (kadencje III–V). W latach 1959–1961 pełnił także funkcję prezesa zarządu Oddziału Powiatowego Związku Nauczycielstwa Polskiego w Krasnymstawie. Był również przewodniczącym Powiatowego Komitetu Frontu Jedności Narodu oraz prezesem Oddziału Związku Bojowników o Wolność i Demokrację, w którego władzach zasiadał.
Pochowany wraz z żoną Stefanią (1920–2000) na cmentarzu Majdanek w Lublinie (kwatera S2Z2-2-7).

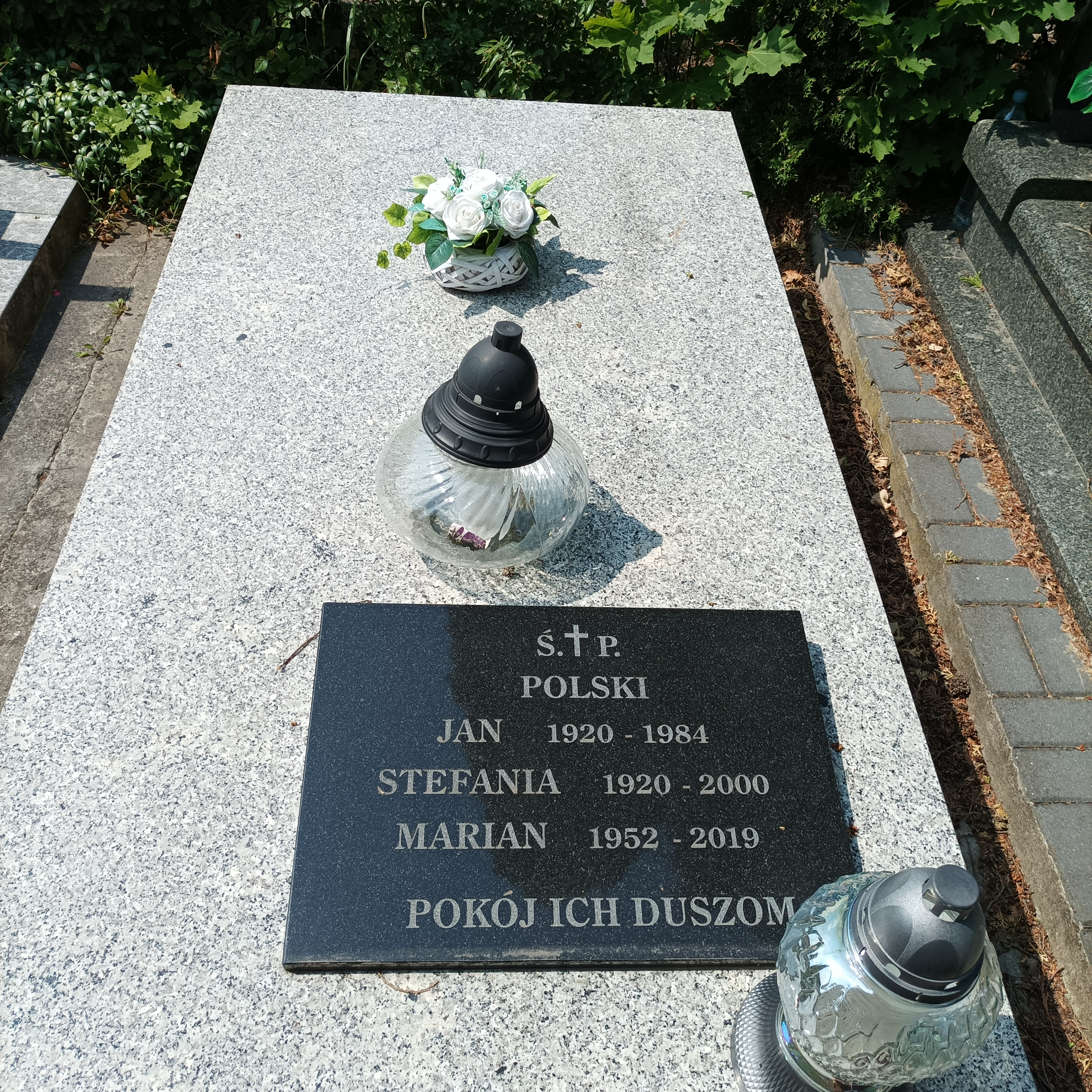
Grób Jana Polskiego na Cmentarzu Komunalnym na Majdanku w Lublinie

## Odznaczenia
- Krzyż Kawalerski Orderu Odrodzenia Polski
- Złoty Krzyż Zasługi
- Srebrny Krzyż Zasługi
- Krzyż Partyzancki
- Medal Zwycięstwa i Wolności 1945
- Odznaka 1000-lecia Państwa Polskiego
- Medal 10-lecia Polski Ludowej